# Karolina Wiśniewska
Karolina Wiśniewska (ur. 10 czerwca 1982) – polska piłkarka.
Zawodniczka TS Mitech Żywiec – dwukrotna zdobywczyni Pucharu Polski (2004/2005 i 2005/2006)  i jego czterokrotna finalistka (2000/2001, 2002/2003, 2003/2004 i 2006/2007).
W reprezentacji Polski A debiutowała 12 października 2002, rozegrała w niej 5 meczów. Uczestniczka eliminacji do Mistrzostw Świata 2007. Wcześniej 8 gier w kadrze U-18.